# Igreja Católica no Malaui
A Igreja Católica no Malaui (também grafado Maláui, Malauí ou Malawi) é parte da Igreja Católica universal, em comunhão com a liderança espiritual do Papa, em Roma, e da Santa Sé. As relações entre as comunidades religiosas no país são geralmente boas. Os grupos religiosos procuram trabalhar no sentido do diálogo. O governo e os tribunais também tomaram medidas para proteger esta liberdade.

## História
Missionários jesuítas vindos de Moçambique entraram na área ao redor do Lago Niassa no final do século XVI e início do século XVII. Os padres brancos começaram a evangelizar a região do Malaui em 1889, mas guerras tribais, disputas entre ingleses e portugueses e doenças os obrigaram a partir depois de um ano. O Vicariato Apostólico do Niassa, erigido em 1897 com jurisdição sobre parte da atual Zâmbia, foi confiado aos padres brancos. Os padres montfortianos fundaram uma missão no sul em 1901 que se tornou a Prefeitura Apostólica de Shire em 1903, a qual foi elevada a vicariato em 1952, e após isso Arquidiocese de Blantyre, em 1959. A hierarquia foi estabelecida em 1959, com Blantyre como a cidade metropolitana do país pelo Papa Pio XII.
No final do século XX, a Igreja havia crescido no Malaui, em parte devido à disponibilidade de uma tradução da Bíblia nas duas principais línguas locais, nianja e tumbuka, que foi concluída em 1971. O papel crescente da Igreja como líder na busca por uma sociedade democrática após a independência, conquistada em 6 de julho de 1964, e a influência do Concílio Vaticano II na formação da vida da Igreja e das atividades pastorais no Malaui durante as primeiras décadas de soberania. Hastings Kamuzu Banda foi eleito presidente em 1966, mas estendeu seu mandato para uma presidência vitalícia em 1971, em meio a acusações de corrupção. Embora professasse o desejo de uma parceria com a Igreja, Banda agiu para restringir o papel dela na vida pública, suprimindo todas as formas de dissidência pública. Embora os bispos do Malaui emitissem cartas pastorais quaresmais anuais, eles evitavam discutir publicamente questões morais e sociais sérias pelo risco de serem presos. Da mesma forma, os padres desviaram sua atenção das questões do governo durante os sermões. A tensão crescente atingiu o pico em 1982, quando o arcebispo James Chiona foi perseguido por sua franqueza.
Em 1992, os bispos publicaram a carta pastoral Living Our Faith (em tradução livre para o português: Vivenciano Nossa Fé), condenando os vários abusos dos direitos humanos cometidos pela ditadura de Banda. A carta serviu como um catalisador para a mudança política: enquanto a ação do governo foi tomada contra os bispos, ela gerou desafio público como marchas e greves estudantis, enquanto os malauianos de todas as religiões mostraram solidariedade ao comparecer às missas católicas superlotadas. Os bispos logo foram acompanhados por líderes protestantes e, ainda em 1992, um comitê ecumênico de assuntos públicos foi organizado para fazer campanha por reformas democráticas. Como resultado dos protestos, agências de ajuda ocidentais suspenderam sua ajuda ao Malaui, obrigando o governo a tratar de questões de reforma. Na tentativa de melhorar as relações com a Igreja, Banda encontrou-se com o arcebispo Chiona em dezembro de 1993, e foram agendadas eleições. Em março de 1994, os bispos malauianos publicaram uma carta pastoral pré-eleitoral, Building Our Future (em português:  Construindo Nosso Futuro), na qual foi adotada uma abordagem apartidária, incentivando os cidadãos a votarem com responsabilidade e enfatizando a necessidade de aceitar os resultados das eleições. Mais de 30.000 cópias foram distribuídas em todo o país. Em 17 de maio de 1994, a primeira eleição multipartidária foi realizada em meio a acusações de fraude e o governo de Banda foi destituído. Uma nova constituição entrou em vigor, garantindo a liberdade religiosa. Em 1994, o recém-eleito presidente muçulmano, Bakili Muluzi, reconheceu publicamente o papel de liderança da Igreja na luta pela democracia. A diretiva do Papa João Paulo II para identificar áreas de injustiça continuou a dar frutos enquanto os líderes da Igreja monitoravam a situação dos direitos humanos no país.
Além de se manifestar em nível nacional, desde a década de 1970 a Igreja era ativa nas bases por meio de pequenas comunidades cristãs. Esses grupos, que se reuniam para orar, estudar as escrituras e examinar maneiras de ajudar sua comunidade local, foram considerados pelo governo como potencialmente subversivos e foram proibidos. Uma década depois, esses grupos começaram a reaparecer e na década de 1990 estavam florescendo. Entre os desafios, estavam as consequências sociais para a disseminação da AIDS na região; estimativas do governo mostraram 30% da população infectada com o HIV em 2000, deixando milhares de crianças órfãs. Em 1994, foi publicada uma edição da Liturgia das Horas no idioma nianja. Um jornal católico semanal e uma revista católica mensal foram publicados no país.

## Atualmente
Em 2000, o Malaui tinha 162 paróquias atendidas por 270 padres diocesanos e 160 religiosos. Os religiosos eram mais de 90 irmãos e 710 irmãs, que dirigiam as 1.110 escolas católicas primárias e 58 secundárias do país. Estima-se que a Igreja tenha funcionários para mais da metade de todos os centros de saúde no Malaui, entre eles 19 hospitais missionários e sete orfanatos. Cada diocese tinha pelo menos um seminário menor, e o Seminário Intercongregacional de Balaka oferecia estudos de filosofia para os malauianos que desejavam ingressar em uma ordem específica. Os retiros para jovens ganharam popularidade e cada diocese tinha um capelão juvenil em tempo integral.
Em 2000, os esforços do presidente Muluzi para promover o islã nas escolas públicas foram suspensos após críticas dos líderes da Igreja, embora as tensões entre os cristãos e a minoria islâmica do Malaui fossem cada vez mais visíveis em outros lugares.
Durante a pandemia de COVID-19, as igrejas do Malaui foram fechadas. O Papa Francisco doou respiradores ao Hospital Missionário Likuni, que é administrado pelas Irmãs Missionárias de São Francisco de Assis, em Lilongue, a fim de ajudar o sistema de saúde do país a superar a emergência médica. Em julho de 2020 a Arquidiocese de Blantyre inaugurou a quinta rádio católica do Malaui, chamada Radio Kuwala (Rádio Luz, em nianja). As outras rádios católicas são: Radio Tigabane, estação da Diocese de Mzuzu; Radio Maria Malawi em Mangochi; Radio Alinafe, na capital Lilongue; e Radio Tuntufye FM, na Diocese de Karonga. Há também a Luntha TV, um canal de televisão gerido pelos Missionários Montfortinos, feita com fundos doados pela Conferência Episcopal Italiana.
Em 7 de outubro de 2020, uma paróquia de Nsanama e Convento das Irmãs Canossianas, na Diocese de Mangochi, foram roubados. Os bandidos foram embora depois de roubar dinheiro, um laptop, telefones celulares e a Santa Eucaristia. O pároco, padre Matthew Likambale, disse que os ladrões atacaram o guarda antes de entrar no convento. "Eles [os bandidos] estavam procurando por mim. Pressionaram as irmãs a revelarem onde eu estava, mas elas ficavam dizendo que eu não estava no convento" contou o sacerdote aos paroquianos. O convento foi invadido depois de terem agredido o guarda com barra de metal e facão, depois o amarraram. Este foi o terceiro grave ataque em dois meses contra instituições católicas; o primeiro foi contra a paróquia católica de São Patrício na Arquidiocese de Lilongue; depois a Paróquia de Kankao na Diocese de Mangochi. Dom Montfort Stima, bispo de Mangochi, afirmou que "espera que o governo faça todo o possível para proteger os cidadãos do Malaui, incluída a Igreja Católica". Em julho de 2021 foi construída uma capela católica dedicada a São José em Nkhate, com a possibilidade de atender as 900 famílias católicas da região. Antes disso, era necessário percorrer uma caminhada de 20 km até a paróquia mais próxima.
Em abril de 2021 os vicentinos operantes no Malaui anunciou a construção de 15 casas para aliviar a falta de moradia da população pobre do país. Em agosto do mesmo ano a imprensa católica relatou o caso de Justina, a única católica do vilarejo de Chilambo, que esperou 37 anos para receber a Eucaristia. Sua família tentou levá-la por diversas vezes à fé protestante, porém sem sucesso.

## Organização territorial
O país é dividido em duas arquidioceses e seis dioceses, listadas abaixo:
| Circunscrições eclesiásticas católicas do Malaui | Circunscrições eclesiásticas católicas do Malaui | Circunscrições eclesiásticas católicas do Malaui | Circunscrições eclesiásticas católicas do Malaui |
| Circunscrição                                    | Ano de ereção                                    | Catedral                                         | Ref.                                             |
| ------------------------------------------------ | ------------------------------------------------ | ------------------------------------------------ | ------------------------------------------------ |
| Arquidiocese de Blantyre                         | 1903                                             | Catedral de Nossa Senhora da Sabedoria           | [ 33 ]                                           |
| Diocese de Chikwawa                              | 1965                                             | Catedral de São Miguel                           | [ 34 ]                                           |
| Diocese de Mangochi                              | 1969                                             | Catedral de Santo Agostinho                      | [ 35 ]                                           |
| Diocese de Zomba                                 | 1952                                             | Catedral do Sagrado Coração                      | [ 36 ]                                           |
| Arquidiocese de Lilongue                         | 1889                                             | Catedral de Nossa Senhora, Rainha da África      | [ 37 ]                                           |
| Diocese de Dedza                                 | 1956                                             | Catedral da Sagrada Família                      | [ 38 ]                                           |
| Diocese de Karonga                               | 2010                                             | Catedral de Santa Maria                          | [ 39 ]                                           |
| Diocese de Mzuzu                                 | 1947                                             | Catedral de São Pedro                            | [ 40 ]                                           |

## Conferência Episcopal
Os bispos do país constituem a Conferência Episcopal do Malaui, erigida em 1966.

## Nunciatura Apostólica
A Nunciatura Apostólica no Malaui foi instituída em 21 de maio de 1966.

## Visitas papais
O Malaui foi visitado pelo Papa São João Paulo II entre os dias 4 e 6 de maio de 1989. O pontífice encorajou os líderes da Igreja a assumir um papel ativo na correção dos erros cometidos pelo então governo malauiano.
| “ | O tema da minha visita foi 'Converte-te e Vive'. Os vossos bispos escreveram uma carta pastoral sobre o assunto para vos recordar que os seguidores de Cristo são constantemente chamados à conversão e à santidade de vida. O que significa levar uma vida de conversão? Significa viver em fidelidade como Cristo foi fiel — fiel a seu Pai e fiel às suas promessas. Para o povo do Malaui hoje, significa viver na fidelidade a Cristo, num espírito de amor, de serviço generoso aos outros, de respeito, unidade e harmonia. Significa ser honesto, verdadeiro e confiável nas relações humanas. Significa aceitar outras pessoas com suas próprias tradições e dons especiais. Como pessoas convertidas e cheias de graça, vocês devem proclamar a presença amorosa e poderosa de Cristo em suas cidades, vilas, aldeias e áreas rurais. Cristo chama a cada um de vocês para longe do pecado e de volta para a luz — a luz da fé, esperança e amor. | ” |
|   | — Papa São João Paulo II em celebração da missa no Aeroporto Internacional de Lilongue. |   |